# Старогард Гдањски
Старогард Гдањски (пољ. Starogard Gdański) град је у Пољској у Војводству поморском. По подацима из 2012. године број становника у месту је био 48 808.

## Становништво
| 2012.  |
| ------ |
| 48 808 |